# Ocotepec (kommun i Mexiko, Chiapas, lat 17,22, long -93,17)
Ocotepec är en kommun i Mexiko.   Den ligger i delstaten Chiapas, i den sydöstra delen av landet, 700 km öster om huvudstaden Mexico City.
Följande samhällen finns i Ocotepec:
- Ocotepec
- San Pablo Huacano
- San Francisco Ocotal
- San Andrés Carrizal
- San Antonio Poyono
- San José Plan Ocotal
- San Antonio Buenavista
- Guadalupe Victoria
- Cerro Jaquima
- San Pedro
- Cerro del Mono
- Santo Domingo
- Esquipulas
- La Grandeza San Martín
- Nazareth
- San Miguel de Allende
- Candelaria
- Benito Juárez
- Cerro Blanco